# Max Jammer

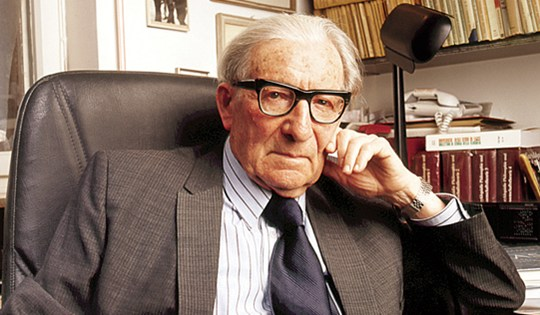
Max Jammer, 2003

Max Jammer (Moshe Jammer; * 13. April 1915 in Berlin; † 18. Dezember 2010 in Jerusalem) war ein deutschstämmiger israelischer Physiker, Wissenschaftshistoriker und Philosoph.

## Leben
Max Jammer wuchs als Sohn des Rechtsanwalts und Zionisten Salomon Jammer und der Sarah Markin in einer Berliner jüdischen Familie auf. Er besuchte das Gymnasium zum Grauen Kloster und machte 1933 das Abitur mit Auszeichnung. Er studierte 1933 Physik, Mathematik und Philosophie an der Universität Wien und ab 1935 an der Hebrew University in Jerusalem, wo er 1936 sein Diplom erhielt und 1942 mit einer experimentalphysikalischen Arbeit promoviert wurde. Im Zweiten Weltkrieg diente er in der Britischen Armee und wurde dann Dozent für Wissenschaftsgeschichte und Wissenschaftsphilosophie an der Hebrew University. 1952 wurde er Dozent an der Harvard University (in dieser Zeit hatte er auch engen Kontakt zu Albert Einstein in Princeton) und später an der University of Oklahoma und der Boston University. 1959 wurde er Professor für Physik und Vorsitzender der Physik-Fakultät an der neu gegründeten Bar-Ilan-Universität in Israel, wo er 1962 Rektor und von 1967 bis 1968 Präsident war. Außerdem war er Mitgründer des Instituts für Wissenschaftsphilosophie der Universität Tel Aviv. Er war unter anderem Gastprofessor an der ETH Zürich, der Universität Göttingen, dem Institut Henri Poincaré in Paris, der Catholic University of America in Washington, D.C.
Seit seinem ersten Buch „Konzepte des Raumes“ (Concepts of Space) von 1954 ist Jammer für grundlegende Untersuchungen wichtiger Konzepte der Physik (Raum, Energie und Kraft, Masse, Grundlagen der Quantenmechanik, Gleichzeitigkeit) sowohl unter physikalischen, als auch unter historischen und philosophischen Aspekten bekannt. Er schrieb darüber jeweils viel beachtete Monographien, geschätzt sowohl von Philosophen als auch von Wissenschaftshistorikern. Dazu führte er Gespräche mit vielen wichtigen Pionieren der modernen Physik (wie David Bohm, Paul Dirac, Max Born, Werner Heisenberg, Louis de Broglie und Pascual Jordan).
2007 erhielt er den Abraham-Pais-Preis für Physik-Historiker. Außerdem erhielt er 1984 den Israel-Preis und 2003 den israelischen EMET-Preis. Für sein Buch „Einstein and Religion“ erhielt er einen Buchpreis der Templeton Foundation. Er erhielt den Preis für Monographien der American Academy of Arts and Sciences.

## Schriften
- Das Problem des Raumes – Die Entwicklung der Raumtheorien, Wissenschaftliche Buchgesellschaft, Darmstadt, 2. erweiterte Auflage 1980, englisches Original: Concepts of Space: The History of Theories of Space in Physics. Cambridge (Mass): Harvard University Press, 1954; New York: Harper, 1960; 2. Auflage, Harvard U.P., 1969; 3. Auflage New York: Dover, 1993. ISBN 0-486-27119-6. (Vorwort von Albert Einstein)
- Concepts of Force: A Study in the Foundations of Dynamics. Cambridge (Mass): Harvard U.P., 1957 New York: Harper, 1962 New York: Dover, 1999. ISBN 0-486-40689-X
- Der Begriff der Masse in der Physik, Wissenschaftliche Buchgesellschaft, Darmstadt 1964, englisches Original: Concepts of Mass in Classical and Modern Physics. Cambridge (Mass): Harvard U.P., 1961 New York: Harper, 1964 New York: Dover, 1997. ISBN 0-486-29998-8
- Concepts of Mass in Contemporary Physics and Philosophy. Princeton, N.J.: Princeton U.P., 2000. ISBN 0-691-01017-X - Online
- The Conceptual Development of Quantum Mechanics. New York: McGraw-Hill, 1966; 2nd ed: New York: American Institute of Physics, 1989. ISBN 0-88318-617-9
- The Philosophy of Quantum Mechanics: The Interpretations of Quantum Mechanics in Historical Perspective. New York: Wiley-Interscience, 1974. ISBN 0-471-43958-4
- Einstein and Religion: Physics and Theology. Princeton, N.J.: Princeton University Press, 1999. ISBN 0-691-10297-X (Dieses Buch ist eine Übersetzung vom Einstein und die Religion, 1995 vom Universitätsverlag Konstanz veröffentlicht)
- Concepts of Simultaneity: From Antiquity to Einstein and Beyond. Baltimore: Johns Hopkins U.P., 2006. ISBN 0-8018-8422-5
- Energy, in: Donald Borchert (Hrsg.): Encyclopedia of Philosophy, Bd. 3, Thomson Gale, 2. Auflage 2005
- Concepts of Time in Physics: A Synopsis, in: Physics in Perspective, Volume 9, Issue 3, pp. 266–280, 2007.